# Château de Laurenzane
Le château de Laurenzane est un château situé sur la commune de Gradignan, dans le département de la Gironde.

## Historique
Construit au XVIIIe siècle, M. de Pourcin l'acquiert du marquis de Sallegourde en 1752.
Le domaine de Laurenzanne est devenu au XIXe siècle la propriété la plus importante de la commune : 100 hectares d'un seul tenant dont 20 hectares de parcs, 20 hectares de vignes, une vacherie modèle, de nombreux pâturages, un moulin. La façade côté parc est harmonieuse et d'une ampleur impressionnante. L'intérieur de la demeure faisait état d'un grand souci de confort et d'un goût pour le faste. Les dépendances étaient nombreuses et la production de vins rouges et blancs importante.
Le parc planté d'arbres exceptionnels aux essences variées venant de divers endroits du globe, comporte des bassins, des petits ponts et des grottes. 
Au XVIIIe siècle, on y trouvait même une orangerie. Ce parc d'agrément a été façonné à l'image du château pour montrer la richesse du domaine. À l'opposé, le parc du Moulineau où étaient implantées les activités du domaine, autour du moulin et de la vacherie, était constitué d'une végétation spontanée. 
Il est remanié sous le Second Empire.
En 1880, le domaine est acquis par Gaston Rodrigues-Henriques, avocat à la Cour d'appel de Bordeaux. Gaston Rodrigues donna son nom à une allée de la commune.
Ravagé par un incendie en 1986, le château de Laurenzane a été restauré et abrite aujourd'hui les services de la mairie.
Une des plus belles serres-volières de France se trouve dans les jardins. Fermée d’un côté d’un mur et coiffée d’un belvédère elle adopte uun décor néo classique. Attribuée à Gustave Eiffel, la serre aurait été offerte par Napoléon III à Lucien Arman (dit aussi Arman-Courau), propriétaire du château Malleret à Cadaujac. À la suite de la division du domaine en 1979, elle est vouée à la démolition. Le maire de Gradignan l'achète pour le compte de la commune. La serre est démontée et numérotée pierre par pierre, fer après fer. Pendant un an, les  services techniques municipaux vont restaurer la structure et reconstituer les détails manquants. La serre propose aujourd'hui des expositions temporaires.
Le parc accueille des sculptures en bronze et en marbre de Danielle Bigata comme Gaïa terre des hommes devant l'entrée de la mairie.

## Galerie

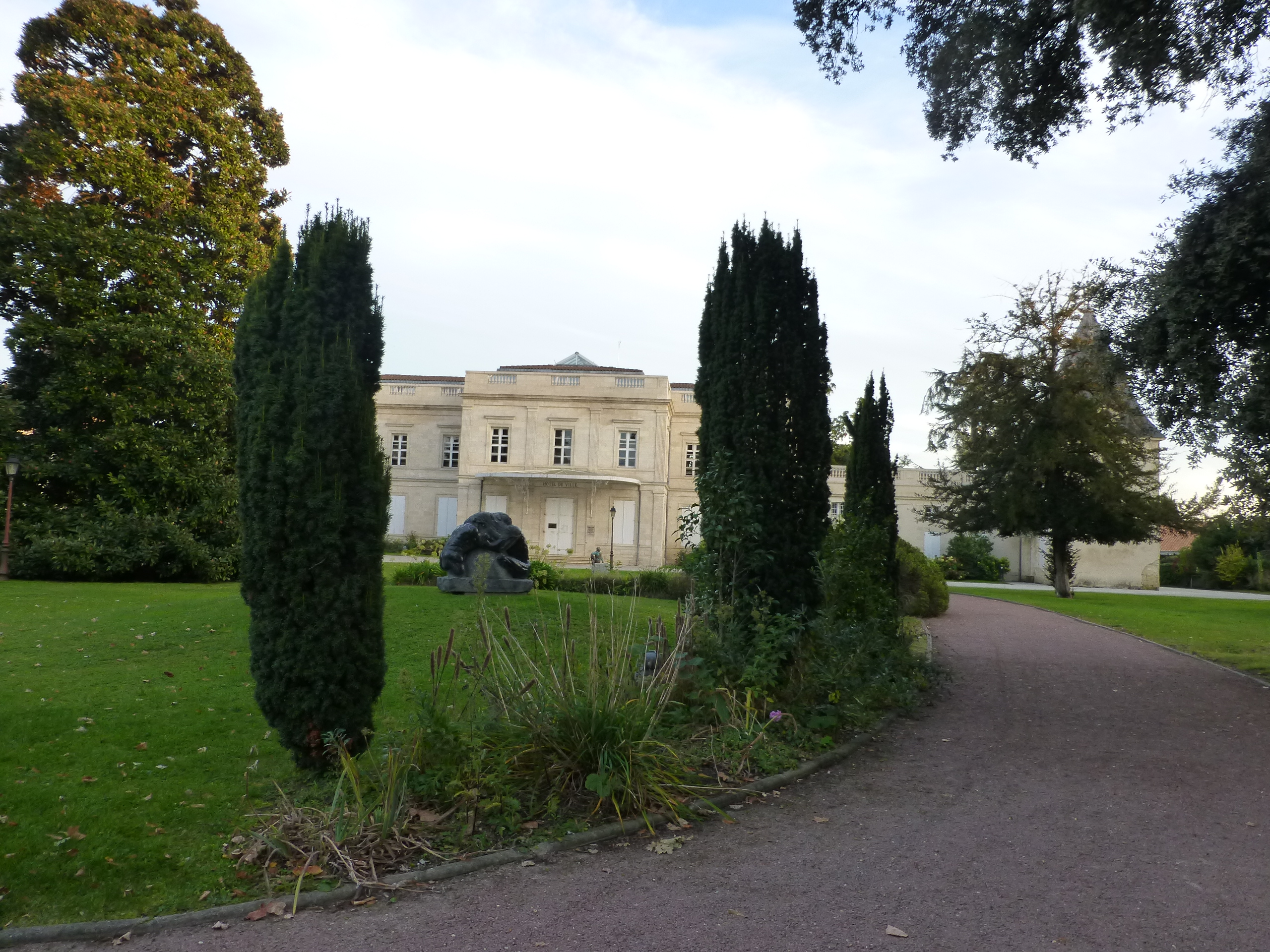
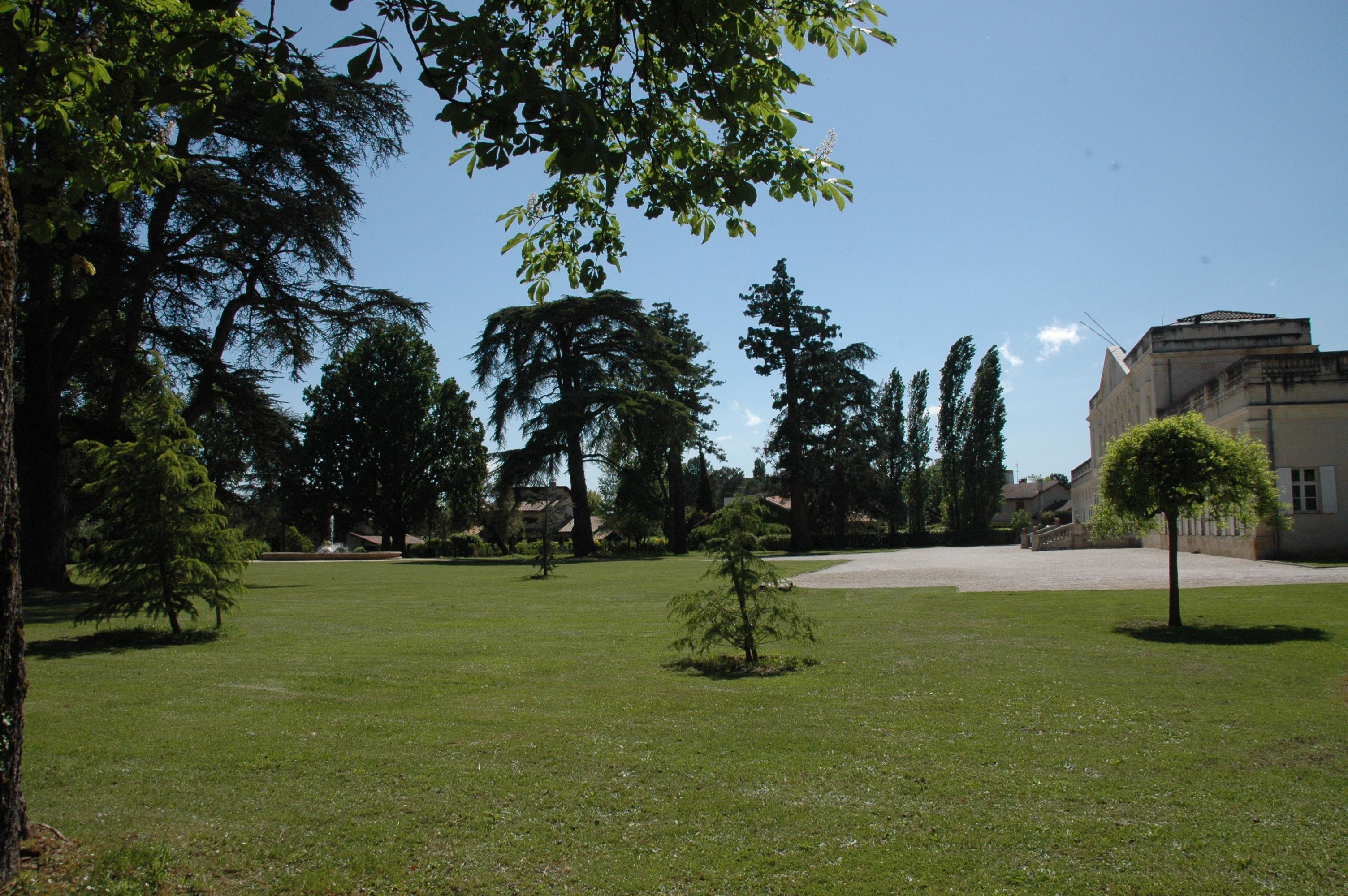
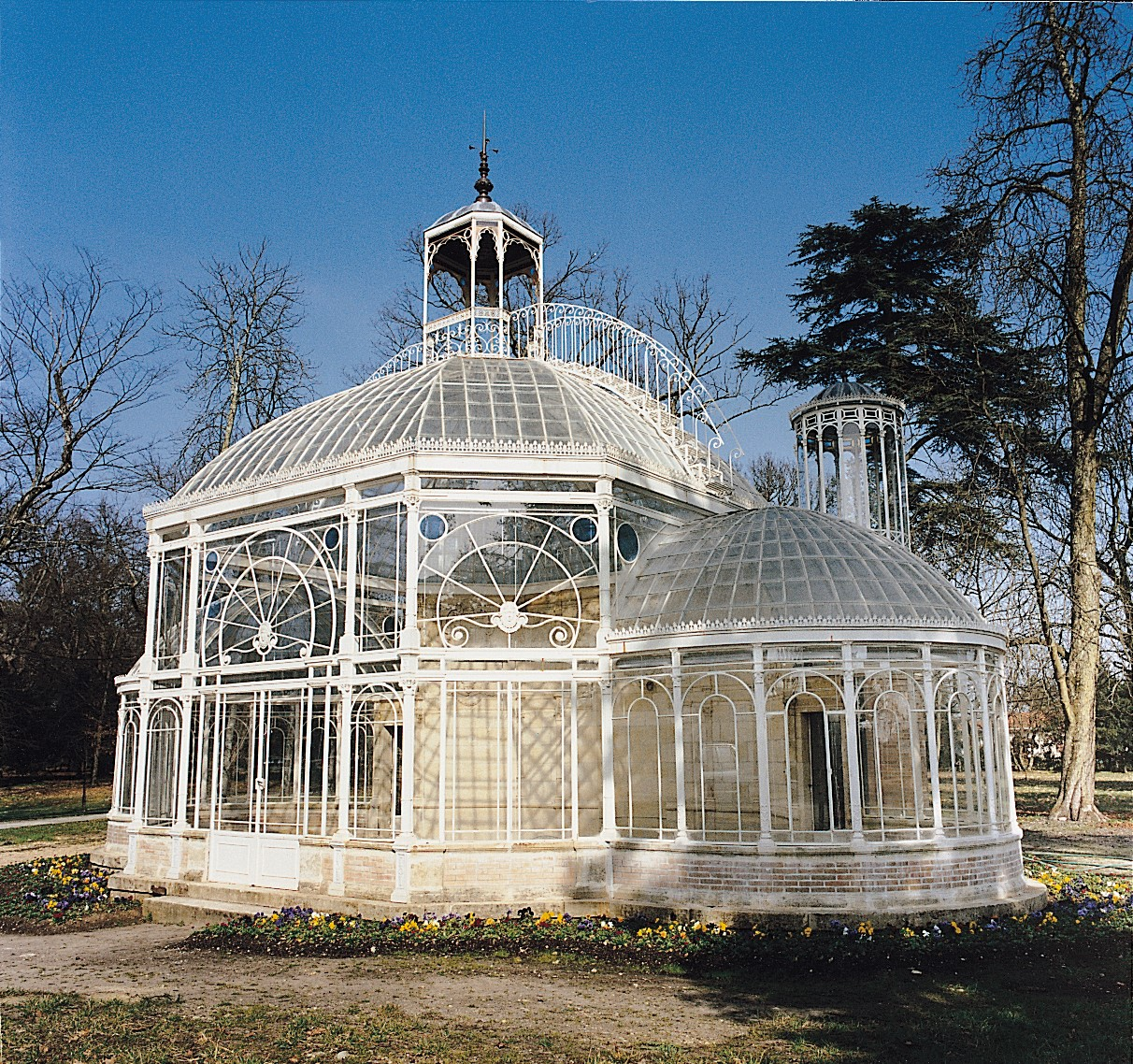
Serre de Laurenzane